# Nights of the Dead, Legacy of the Beast: Live in Mexico City
Nights of the Dead, Legacy of the Beast: Live in Mexico City è l'undicesimo album dal vivo del gruppo musicale britannico Iron Maiden, pubblicato il 20 novembre 2020 dalla Parlophone.

## Tracce
1. Churchill's Speech – 0:38
2. Aces High – 4:58
3. Where Eagles Dare – 5:12
4. 2 Minutes to Midnight – 5:54
5. The Clansman – 9:16
6. The Trooper – 4:02
7. Revelations – 6:32
8. For The Greater Good of God – 9:23
9. The Wicker Man – 4:43
10. Sign of the Cross – 11:00
11. Flight of Icarus – 3:43
12. Fear of the Dark – 7:46
13. The Number of the Beast – 4:59
14. Iron Maiden – 5:30
15. The Evil That Men Do – 4:25
16. Hallowed Be Thy Name – 7:38
17. Run to the Hills – 5:07

## Formazione
Gruppo
- Bruce Dickinson – voce
- Dave Murray – chitarra
- Adrian Smith – chitarra, cori
- Janick Gers – chitarra
- Steve Harris – basso, cori
- Nicko McBrain – batteria

Altri musicisti
- Michael Kenney – tastiera

Produzione
- Tony Newton – produzione, missaggio
- Steve Harris – coproduzione
- Ade Emsley – mastering

## Classifiche
| Classifica (2021) | Posizione massima |
| ----------------- | ----------------- |
| Croazia           | 5                 |